# Леонарт Фукс
Леонарт Фукс (нім. Leonhart Fuchs; 17 січня 1501, Вемдінг, Баварія — 10 травня 1566, Тюбінген, Баден-Вюртемберг) — німецький ботанік та лікар.

## Біографія
Леонарт Фукс навчався в Маріен-школі в Ерфурті. У 1524, у віці двадцяти трьох років він закінчив університет Інгольштадта та отримав ступінь доктора медицини. В 1526 році став професором цього університету. З 1535 та до самої смерті в 1566 він був професором в університеті в Тюбінгені. Він відіграв провідну роль у реформуванні Тюбінгенського університету в дусі гуманізму, де він заснував один з перших німецьких ботанічних садів, який вважається одним з найстаріших у світі.

## Наукова діяльність

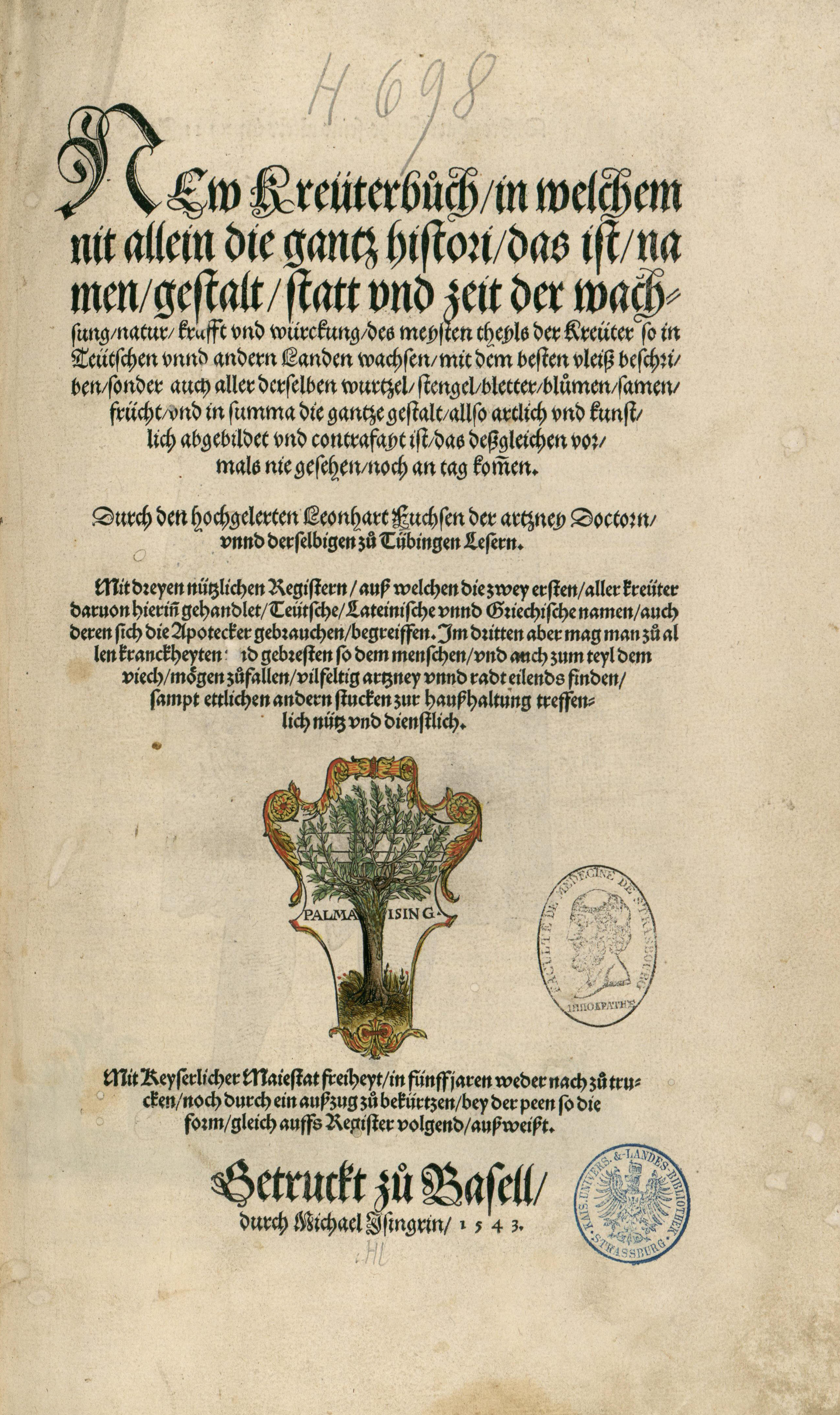
Титульна сторінка «New Kreüterbuch», 1543 рік

Леонарт Фукс спочатку не був ботаніком, але зацікавився лікарськими рослинами, вивчаючи праці Гіппократа, Теофраста, Діоскорида, Галена. Він написав понад 50 книг і полемічних статей, але найбільш відомий своєю книгою «De Historia Stirpium comentarii insignes» («Відомі коментарі до історії рослин)», що вийшла в 1542 році латиною. У 1543 в Базелі ця книга була видана німецькою мовою під назвою «New Kreüterbuch». Ця праця продовжує давні традиції травників або книг, які описують рослини та їх використання в медичних цілях. До шістнадцятого століття, більшість описів трав були засновані на народних традиціях і давніх грецьких та римських текстах, а не на наукових спостереженнях. Фукс порушив цю традицію. Він включив ботанічний опис рослин, що дає посилання на їх середовище існування, період цвітіння і цілющі властивості. Хоча він і не використовував такі терміни, як рід або родина, йому було відомо про спорідненість між схожими рослинами. Роблячи детальне порівняння рослин, він заклав основи сучасної ботаніки як наукового предмета.
Фукс найняв трьох професійних художників, що допомогли йому ілюструвати його книгу. Зрештою вийшла гарна, густо ілюстрована книга, що містить одні з найкращих зображень рослин з шістнадцятого століття. Багато книг, виданих в шістнадцятому, сімнадцятому, вісімнадцятому столітті містять ілюстрації, скопійовані з книги Фукса.
De Historia Stirpium виділяється також дуже корисною вступною частиною, що є найбільш раннім з відомих словників ботанічних термінів.
Загалом ця книга містить 400 європейських видів рослин. В ній також багато нових, незнайомих європейцям того часу фруктів, овочів і рослин, що були завезені з Америки: в ній міститься перший опис та ілюстрації понад 100 одомашнених видів, у тому числі гарбуз, кабачки, перець чилі, і кукурудза. Вважається, що деякі з цих рослин Фукс виростив в його власному саду.
Разом з Отто Брунфельсом та Ієронімом Боком, він є одним з трьох так званих «батьків ботаніки».
Як лікар Леонарт Фукс успішно лікував пацієнтів, що постраждали від чуми.

## Вшанування пам'яті

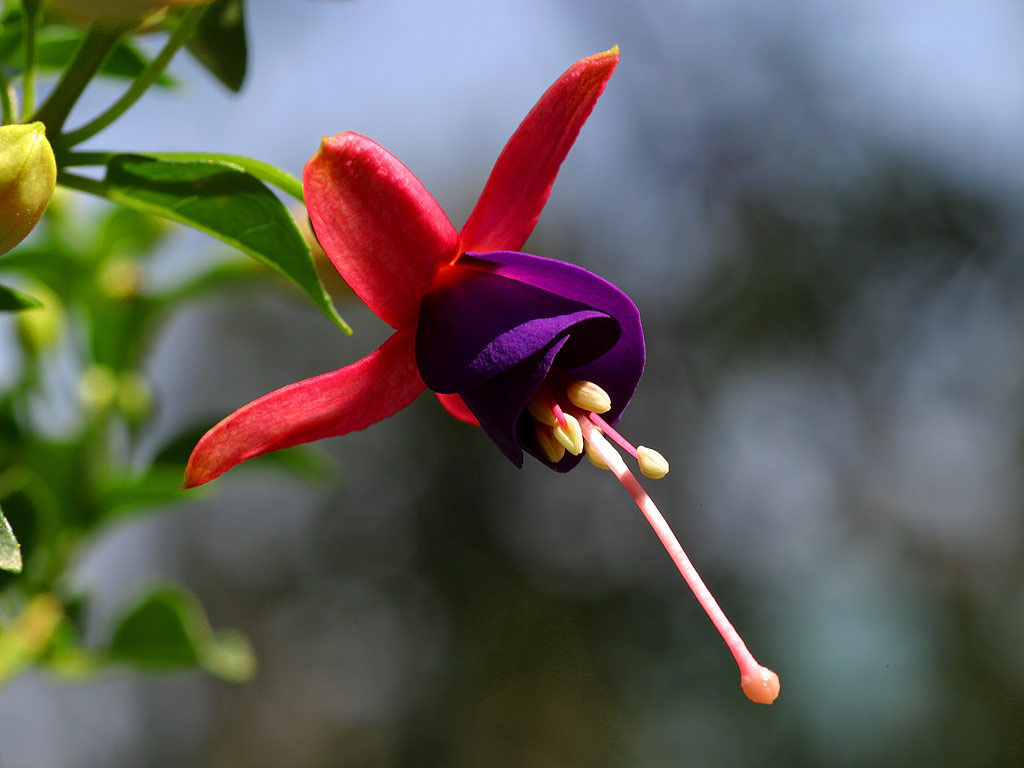
Рід Фуксія, названий на честь Леонарта Фукса

Ім'я Фукса носить рід рослин фуксія (Fuchsia), відкритий в 1696 французьким вченим Шарлєм Плюм'є. Ця рослина дала назву також однойменному кольору за кольором квіток одного з видів цього роду.
Ім'ям Фукса названий астероїд головного поясу 9638 Фукс (9638 Fuchs), відкритий 10 серпня 1994 року..